# John Manz
John Raymond Manz (ur. 14 listopada 1945 w Chicago, Illinois, zm. 15 lipca 2023) – amerykański duchowny katolicki, biskup pomocniczy Chicago w latach 1996–2021.
Święcenia kapłańskie otrzymał z rąk kardynała Johna Cody'ego w dniu 12 maja 1971. 
23 stycznia 1996 mianowany biskupem pomocniczym Chicago ze stolicą tytularną Mulia. Sakry udzielił mu kard. Joseph Bernardin.
1 lipca 2021 przeszedł na emeryturę.